# Burgos (provins)
Burgos är en provins i norra Spanien, i den autonoma regionen Kastilien och Leon. Huvudorten i provinsen heter också Burgos.
Provinsen hade 352 273 invånare år 2002, och en yta på 14 300 km². Ungefär hälften av befolkningen bor i staden Burgos.
De fem största kommunerna är (invånarantal 2006):
- Burgos 173 676
- Miranda de Ebro 38 276
- Aranda de Duero 31 545
- Briviesca 7 146
- Medina de Pomar 5 610